# Pneumatoraptor fodori
Lo pneumatoraptor (Pneumatoraptor fodori) è un dinosauro carnivoro appartenente ai celurosauri. Visse nel Cretaceo superiore (Santoniano, circa 85 milioni di anni fa) e i suoi resti fossili sono stati ritrovati in Ungheria.

## Descrizione
L'unico fossile attribuibile con certezza a questo animale è una scapola sinistra, rinvenuta nella formazione Csehbánya nella regione della Selva Baconia. Nonostante l'estrema scarsità dei resti, Pneumatoraptor sembrerebbe essere un genere valido, a causa delle caratteristiche insolite della scapola: questo dinosauro, infatti, differisce dagli altri dinosauri teropodi nel possedere una grande apertura nell'osso, che probabilmente ospitava una sacca d'aria nell'animale in vita. La scapola, inoltre, era molto stretta e dalla sezione quasi circolare. L'osso era molto piccolo, e indica che l'animale era lungo circa 70 centimetri (circa la metà di un suo presunto parente, Sinornithosaurus). È probabile che altri resti di piccoli dinosauri teropodi rinvenuti nella stessa zona, comprendenti una tibia, denti, artigli e vertebre della coda. Nonostante sia impossibile una ricostruzione dettagliata dell'animale, è probabile che Pneumatoraptor possa essere stato un piccolo carnivoro dotato di lunghe zampe posteriori e arti anteriori forniti di forti artigli.

## Classificazione
Questo dinosauro, descritto per la prima volta nel 2010, è stato attribuito a un gruppo di dinosauri teropodi noti come Paraves ("a fianco degli uccelli"), che comprendono le famiglie dei dromeosauridi, dei troodontidi e altri generi meno noti, oltre che i veri uccelli. L'inclusione nel gruppo è stata possibile grazie alla forma particolare della scapola, a L, tipica dei Paraves; una classificazione più dettagliata, tuttavia, è impossibile a causa della scarsità dei resti. Sembra però che Pneumatoraptor fosse simile ai dromeosauridi, tra cui Velociraptor.

## Significato del nome
Il nome generico Pneumatoraptor si riferisce alla pneumaticità della scapola, con gli spazi vuoti che potrebbero essere stati riempiti da camere d'aria in vita. L'epiteto specifico, fodori, onora Géza Fodor, che finanziò lo scavo in cui vennero trovati i resti.